# النا گروشوا
النا گروشوا (روسی: Елена Николаевна Грошева؛ زادهٔ ۱۲ آوریل ۱۹۷۹) ژیمناست هنری سابق اهل روسیه است.